# Oxigénio duplamente ionizado
Oxigénio duplamente ionizado (também conhecido por [O III]) é uma linha proibida do ião O2+. 
É significativo pelo facto que emite luz na parte verde do espectro, primariamente a frequências de 500,7 nanometros (nm) e secundariamente a 495,9 nm. Níveis concentrados de [O III] são encontrados em nebulosas planetárias e difusas. Consequentemente, filtros passa-faixa estreitos, que isolam os comprimentos de onda de 501 nm e 496 nm são úteis para observar estes objectos, causando que se pareçam contrastantes contra o fundo mais escuro onde as frequências de [O III] são muito menos pronunciadas.